# Sen

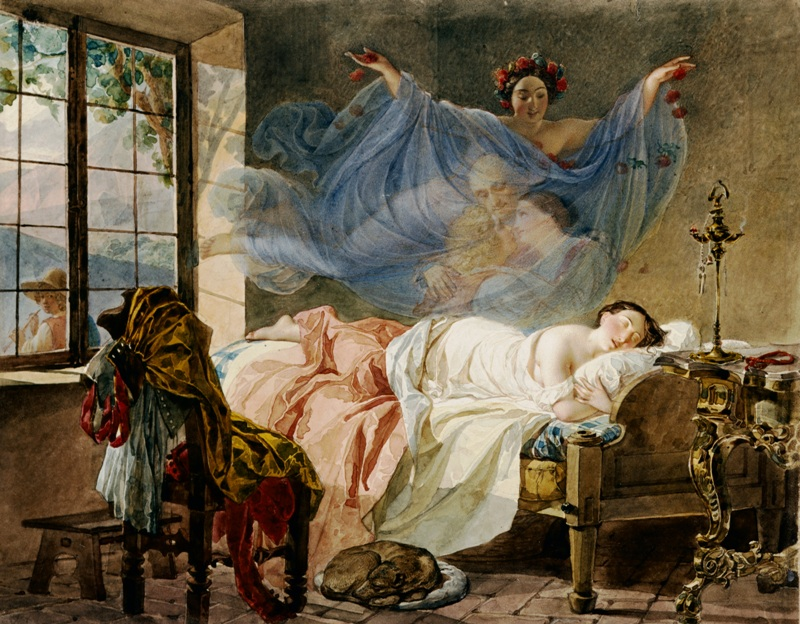
Sen na obraze Karla Brjullova

Sen je zážitek iluzorních hlasů nebo jiných vjemů vytvářených mozkem během spánku v rámci procesu snění. Sny často ukazují události, které jsou ve skutečnosti nepravděpodobné, a jsou obvykle mimo kontrolu spící osoby. Vycházejí z vnějších i vnitřních podnětů a vzpomínek a představ spícího. Sen je tudíž významná psychologická událost.
Někdy lidé zažívají během snění silné emoce; strašidelné nebo znepokojivé sny se označují jako noční můry a noční děsy.
Mnoho lidí věří, že sny mají určitý význam, a proto se snaží své sny určitým způsobem popsat a pak k nim přiřadit význam. Pro pohodlnější určování významu snů vznikly speciální výkladové knihy zvané snáře. V historii se často věřilo, že sny předpovídají budoucnost, někteří lidé věří, že ve snu rozmlouvají se svým bohem, odborná veřejnost se staví k významu snů jakožto možnosti předpovědi budoucnosti spíše chladně až záporně.
Vědecká disciplína zabývající se sny se nazývá oneirologie.

## Fyziologie
Každý normální člověk má za noc 8 až 10 snů, přestože asi 8 % žen a 15 % mužů tvrdí, že sny nemívají. Avšak nejméně 42 % žen a 25 % mužů si po probuzení vzpomene alespoň na jeden sen. Byl vyvrácen názor, že by ženy měly sny častěji než muži, nebo činorodí lidé častěji než pasivní. Snění u zvířat se různí druh od druhu. Vzpomínka na sen může být po probuzení živá, ale zpravidla se velmi rychle vytrácí – pokud si chce člověk své sny pamatovat, je dobré si je hned po probuzení zapsat.
Dříve se soudilo, že sny trvají jen několik sekund, dnes se přijímá názor, že sny probíhají víceméně v reálném čase, pouze se jejich obsah velmi rychle přizpůsobuje vnějším a vnitřním podnětům. Rovněž názor, že sny jsou pouze černobílé, už byl vyvrácen.
Sen se objevuje v obou spánkových fázích (REM fáze i NREM fáze). Sny v REM fázi bývají velmi živé, barevné a spíše nelogické. První se dostavují asi 70 minut po usnutí a probíhají asi 10 - 30 minut, REM fáze a živé sny se dostavují asi 4x za noc. Pokud člověk několik nocí po sobě neabsolvuje REM fázi a sny, délka REM fáze se v následujících nocích významně prodlužuje. Většina lidí 95% snů zapomene.
Sny v NREM fázi jsou spíše obyčejné a jednoduché.

## Obsah snů
Zdroje obsahu snů lze rozdělit na:

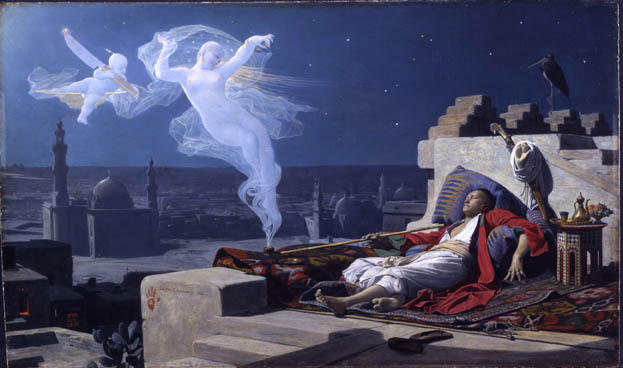
Sen na obraze Jeana Lecomta du Nouy

- vnější zdroje, např. zvuky, chlad, teplo - člověku, kterému se svezla přikrývka, se zdá o studené vodě apod.
- vnitřní zdroje, např. hlad, únava, bolest, začínající nemoc, sexuální podráždění, u žen má vliv na sny i menstruační cyklus,
- vzpomínky, představy, a to nedávné i velmi staré - zážitky, které představují naše nevyřízené záležitosti, inventář toho, co jsme nedokázali vyřešit nebo co nás tíží např. špatné vzpomínky.

Sen slouží k udržení spánku a neutralizuje působení negativních zážitků. Sen tedy právě proto reaguje na vnější podněty aby zabránil probuzení a chránil tak spánek. Ve snu se však reálná událost, která je předlohou ke snu, často maskuje a zhušťuje, takže lze jen obtížně odhalit vztah mezi zjevným obsahem snu a jeho skrytou příčinou.
Z výzkumů bylo zjištěno, že obsah snů je závislý na pohlaví i věku snící osoby - ve snech mužů se častěji objevuje násilí (ať už páchané snícím nebo na snícím), sexuální motivy, neznámí lidé v neznámých prostředích, oproti tomu ženy více sní o domově a známém prostředí, známých lidech. Dětské sny bývají bohaté na fantastické motivy, často se v nich objevují např. divoká zvířata. Dále bylo zjištěno, že asi 65 % snů je nepříjemných (strašidelných, smutných, rozčilujících) a pouze 20 % příjemných (zábavných, vzrušujících, radostných).

## Nepříjemné sny

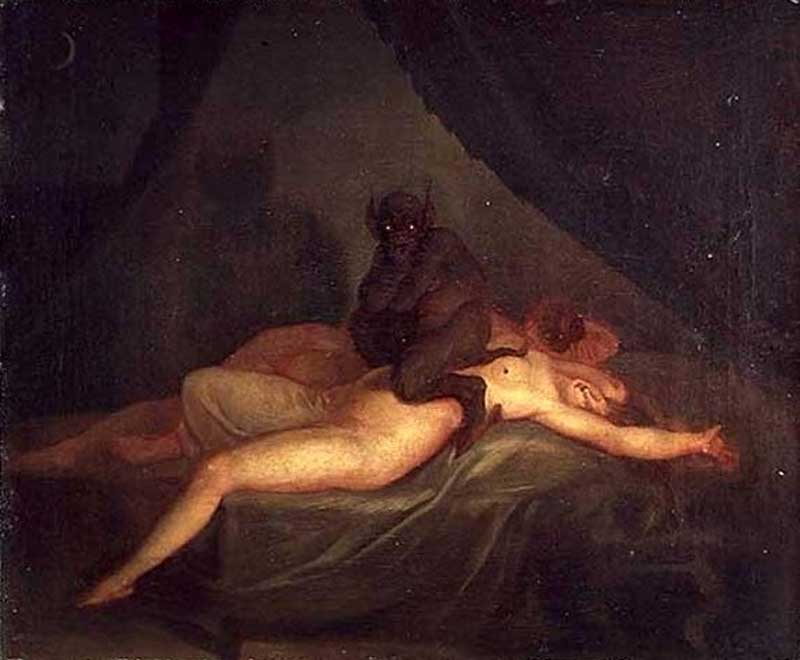
Noční můra na obraze Nikolaie Abrahama Abildgaarda

Krátce po usnutí se někdy dostavuje tzv. noční děs (pavor nocturnus). Jde o náhlé vytržení ze spánku, spojené s velkým úlekem a pocitem úzkosti. Zpravidla je noční děs spojen s krátkým, strašidelným snem. Noční děs bývá častý zejména u dětí. Dítě pak rodiče, snažící se jej uchlácholit, odstrkuje, nepoznává je. Nesnažte se je násilně probouzet. Je možné, že dítě bude okolní hlasy vnímat zkresleně, budou pro ně velmi nepříjemné, rozléhající se, opakující se, tvořící ozvěnu. V tomto případě je ideální na dítě nemluvit vůbec. Pouze být u něj, čekat, až se pomalu probudí.
Noční můra se nazývá zlý sen, který sužuje spícího během noci. Oproti děsu má delší trvání, bohatší obsah a nemusí nutně vést k probuzení spícího.

## Lucidní sny
Jako lucidní sny se označuje zvláštní typ snění, při němž si spící uvědomuje, že sní. Tyto sny lze ovládat. Do povědomí odborné veřejnosti se lucidní sny dostaly v 80. letech 20. století, poté co byly poskytnuty vědecké důkazy o jejich existenci. Lucidní snění se lze naučit pomocí mentálních technik vyvinutých a ověřených oneironauty (průzkumníky snů).

## Výklad snů
Za dobu existence lidstva lze zaznamenat v každé epoše, ve které člověk dokázal souvisle a cíleně přemýšlet o jevech jemu blízkých, velice časté snahy vykládat významy snů. Z historického hlediska můžeme rozdělit tuto tendenci na tři směry:

### Symbolický výklad snů
Při tomto postupu je předmětem zkoumání obsah snu jako celku. Obvykle se pohlíží na události, které se ve snu odehrály, v kontextu skutečné - reálné situace. Často se předpokládá, že sen přináší informace o dějích následujících současné situaci, tedy nahlíží do budoucnosti, věštecký. Tento přístup je značně nespolehlivý, protože dva různí vykladači, ač použijí stejný postup, mohou dojít k naprosto rozdílným, klidně i opačným závěrům (což ovšem platí i při analytickém výkladu snů, kde i jeden vykladač, jsou vlastně dva, analytik a klient, mohou dojít k několika výkladům snu).
Za příklad takového postupu lze označit tvrzení, ke kterému došel biblický Josef při výkladu faraonova snu. Sen zobrazuje, jak za sedmi tlustými kravami jde sedm hubených, které pohltí prvé. Sen je vykládán jako očekávání příchodu sedmi let nouze, které pohltí veškerý nadbytek vyprodukovaný předešlými velice úrodnými sedmi lety. Podobně Josefův sen o dvanácti snopech, jeden stál a ostatní se mu klaněli, vypovídá o jeho výjimečném postavení mezi dvanácti syny jeho otce Jákoba (ten ostatně Josefovy bratry popudil natolik, že ho prodali do otroctví).

### Šifrovací výklad snů
Šifrovací metoda výkladu snů se již snaží postupovat smysluplněji. Z celého děje vybírá důležité předměty a děje (otázkou je, podle čeho rozhoduje, že jsou důležité), které pomocí klíčovací metody překládá do srozumitelného jazyka. Protože předmětů a obecných událostí, které se ve snech vyskytují, je veliké množství, je k výkladu zapotřebí snář. Snář je v podstatě slovník, který u každého hesla obsahuje symbolický výklad. Postupným překladem všech významných prvků získáme spoustu informací. Je ovšem na vykladači, který tuto metodu používá, aby dal jednotlivé informace do souvislostí a vytvořil tak smysluplný celek. Z tohoto důvodu je tato metoda, stejně jako předchozí symbolická, považována za neobjektivní, nevědeckou a značně naivní.
Např. u hesla Had lze dohledat následující informaci: být ovinut hadem je předpovědí tvé bezbrannosti vůči intrikám nepřátel.

### Analytický výklad snů
Analytickou metodu definoval Sigmund Freud ve své knize Výklad snů, tam v podstatě uvedl a interpretoval téměř 40 svých vlastních snů (vedle toho tam formuloval svou teorii o nevědomí, předvědomí, vědomí, censoru a vytěsnění, tedy základy tzv. topografického modelu mysli).
Tato metoda je jedinou věrohodnou a vědeckou metodou. Výklad snů tímto postupem velice pomohl k pochopení struktury mysli člověka, objevení rozdělení vědomí, předvědomí a nevědomí.
Metoda rozebírá sen na dílčí děje a objekty, které samostatně zkoumá na základě volných nápadů (asociací) snícího.
V některých rysech se možná podobá šifrovací metodě, ale netrvá na univerzální platnosti snových symbolů: jsou určité směrnice (špičaté a hranaté je falické, duté a prohloubené je vaginální, rytmické je koitální), ale v zásadě sen interpretuje individuálně, na základě volných asociací (správněji volných nápadů) snícího: rytíř s kopím může znamenat kupř. falického muže, kopí může symbolizovat penis a kůň pudovou sílu, ale zrovna tak může znamenat kůň, kopí a brnění silnou potřebu ochranných a obranných opatření, která chrání slabé Já (Self) snícího, a to vše mj.
Příklad - jeden ze snů pacientky, má přítele Petra, nebývá moc doma, cítí se v životě osamocena, je sečtělá, zdá se jí: sedí na vyšehradské skále, pod ní jezdí vlaky a tramvaje, duní to, vidí, jak teče vltavská voda. Náš výklad je, na základě asociací: skála je Petr (petra,ae,f. je latinsky skála, známo z Nového Zákona jí i mně, voda by mohla být pláč z osamění, ale také mařený čas, který se nevrátí; vlaky a tramvaje jsou jednak plné lidí, kteří se neznají, další ozvuk její samoty a jejich vzdálenosti ve vztahu, navíc někoho k někomu mohou vézt; jednak pohyb vlaku a tramvají je symbolem koitální aktivity, tedy těsného sblížení, které jí schází, bylo by lze i rozvíjet asociace ve směru N.Z. ((Ty jsi skála=Petr, na tobě vystavím církev svou.)), tedy otázku narcismu, jejího nebo jejího přítele , navíc opět otázku společenství, tentokrát symbolizovaného církví - to ovšem záleží na tom, kam interpretujícího vedou asociace snícího, co v něm vyvolávají, především po stránce emoční a tělesné, a co potvrzují a co zamítají, nikoli ovšem jeho vědomý souhlas nebo nesouhlas.
Freud přirovnává sen k halucinacím, tedy ke stažení libida z objektů a k tvorbě nových vnitřních objektů.
Jako hlavní funkci snu vidí jeho funkci strážce spánku, sen umožňuje libidinozním přáním, aby se v zastřené (jinak, jiným způsobem zastřené, než za bdělého stavu) podobě dostala do vědomí a nerušila proto spánek.
Pro Freuda analýza snů byla královskou cestou do nevědomí, která, využívajíc tzv. zbytků ze dne (událostí předchozího dne), zobrazuje vnitřní uspořádání nevědomých obsahů v lidské duši.
Freudův žák, přívrženec, a později odpadlík, Carl Gustav Jung se věnoval hluboce výkladu snů svých analyzandů (klientů), vytvořil techniku amplifikace, rozvinul teorii o subjektovém a objektovém významu snu (subjektový význam znázorňuje v různých prvcích snu rozličné aspekty analyzandova Já/bytostného Jám objektový spíše jeho situaci interpersonální, jistě obecně pojatou tak, jak ji má ve svém nevědomí).
Významně teorii snu a snění rozšířil kleiniánský psychoanalytik Thomas Ogden (cílem psychoanalýzy je dovolit pacientovi=analyzandovi, aby přerušené a nedosněné sny dosnil)

### Hobsonův výklad snů
Americký psychiatr a výzkumník snů John Allan Hobson se zabývá otázkou, zda mají sny nějaký smysl. Ve svých teoriích tvrdí, že veškeré snění je pouze výsledkem elektrochemických signálů v mozku. Nemají prý ale žádný význam, ten snům přisuzují až lidé a to kvůli kontextu.
Lidé se obecně snaží vždy události zařadit do kontextu a pojmout je jako příběhy. To stejné podle Hobsona dělají i se sny. Z jeho pohledu jsou tedy sny pouze signály mozku bez nějakého smyslu.